# Nycteribia parilis
Nycteribia parilis är en tvåvingeart som beskrevs av Walker 1861. Nycteribia parilis ingår i släktet Nycteribia och familjen lusflugor. Inga underarter finns listade i Catalogue of Life.